# La Zarza (Kastylia i León)
Zaratán – gmina w Hiszpanii, w prowincji Valladolid, w Kastylii i León, o powierzchni 24,03 km². W 2013 roku gmina liczyła 124 mieszkańców.